# Безлюдов, Артур Иосифович
Артур Иосифович Безлюдов (бел. Артур Іосіфавіч Бязлюдаў; 28 апреля, 1934, г. Барань Оршанский район Витебской области, Белорусская ССР — 16 января 1996, г. Минск) — советский государственный деятель, министр жилищно-коммунального хозяйства БССР, один из первостроителей и почётный гражданин г. Новополоцка, доктор экономических наук, автор научных трудов по управлению жилищно-коммунальным хозяйством.

## Биография
Родился 28 апреля 1934 года в г. Барань Оршанского района Витебской области, Белорусская ССР.
С 1955 технолог, начальник цеха, старший инженер-технолог завода «Красный борец» в Орше. С 1957 заместитель заведующего отдела Витебского обкома КПБ. С 1958 1-й секретарь Витебского горкома ЛКСМБ. С 1961 заведующий отдела Витебского , 2-й секретарь Полоцкого, 1-й секретарь Новополоцкого горкомов КПБ.
За время руководства в Новополоцке был введён в эксплуатацию завод «Полимир», один из крупнейших в республике производитель полиэтилена, пластмасс и химических волокон. Были построены ряд крупных социальных объектов, обозначен план развития молодого города с сооружением крупнопанельных домов, начал работу Новополоцкий филиал Белорусского государственного политехнического института, позднее ставшего Новополоцким политехническим институтом (а в 1993 году оформившимся как Полоцкий государственный университет).
В 1963 г. окончил Высшую партийную школу при ЦК КПСС.
В 1971—1973 году проходил службу в Комитете государственной безопасности.
В 1973 был назначен Министром жилищно-коммунального хозяйства БССР (в тот же год Министерство коммунального хозяйства БССР было преобразовано в Министерство жилищно-коммунального хозяйства БССР). Пребывал в этой должности в течение 13 лет, до 1986 г. С приходом к руководству министерством Безлюдова были совершены значительные преобразования в жилищном хозяйстве, начата переориентация на интенсивный экономический путь развития, на широкое внедрение экономико-математических методов и электронно-вычислительной техники. Был взят курс на создание и развитие промышленной базы. Всюду шел постоянный и напряженный творческий поиск.
Решением Высшей аттестационной комиссии при Совете Министров СССР от 12 июля 1985 г. Артуру Иосифовичу Безлюдову присуждается ученая степень доктора экономических наук.
19 июня 1991 был назначен проректором по научной работе Академии управления при Совете Министров БССР. Также, был ректором Белорусского негосударственного института управления, финансов и экономики и негосударственного Института делового администрирования.

## Научная деятельность
Артур Иосифович Безлюдов исследовал проблемы оптимизации систем управления капитальным строительством и городским хозяйством. В 1970 году в Минске защитил кандидатскую диссертацию на тему «Материальное стимулирование как средство повышения эффективности строительного производства: на материалах строительства нефтехимического узла БССР», в 1983 году в Минске защитил докторскую диссертацию на тему «Проблемы управления жилищно-коммунальным хозяйством (методология и практика)». В своей диссертации он обосновал переход с пяти- на двух- и трехзвенную схемы управления отраслью. На то время это был настоящий прорыв.

## Награды и звания
- Орден Трудового Красного Знамени (1966, 1971)
- Орден Дружбы народов (1984)
- медаль «За освоение целинных земель»
- юбилейная медаль «За доблестный труд. В ознаменование 100-летия со дня рождения В. И. Ленина» (1970)
- Медаль «За безупречную службу»
- Почётный гражданин Новополоцка (1985)